# 1970 în film
- 1969 în cinematografie — 1970 în cinematografie — 1971 în cinematografie

## Filmele cu cele mai mari încasări
| #   | Titlu                | Studio                                  | Încasări     |
| --- | -------------------- | --------------------------------------- | ------------ |
| 1.  | Love Story           | Paramount Pictures                      | $106,397,186 |
| 2.  | Airport              | Universal Studios                       | $100,489,151 |
| 3.  | MASH                 | 20th Century Fox Film Corporation       | $67,300,000  |
| 4.  | Patton               | 20th Century-Fox Film Corporation       | $61,749,765  |
| 5.  | Woodstock            | Warner Bros.                            | $50,000,000  |
| 6.  | The Aristocats       | Walt Disney Productions                 | $43,727,252  |
| 7.  | Little Big Man       | National General Pictures               | $31,559,552  |
| 8.  | Ryan's Daughter      | Metro-Goldwyn-Mayer Pictures            | $30,846,306  |
| 9.  | Tora! Tora! Tora!    | 20th Century-Fox Film Corporation       | $29,548,291  |
| 10. | Chariots of the Gods | Constantin Film / Sunn Classic Pictures | $25,948,300  |

## Premii

### Oscar
- Cel mai bun film:
- Cel mai bun regizor:
- Cel mai bun actor:
- Cea mai bună actriță:
- Cel mai bun film străin:

Articol detaliat: Oscar 1970

### BAFTA
- Cel mai bun film:
- Cel mai bun actor:
- Cea mai bună actriță:
- Cel mai bun film străin: